# Талдикіно
Талдикіно (рос. Талдыкино) — присілок у Дмитровському районі Орловської області Російської Федерації.
Населення становить 115 осіб. Входить до муніципального утворення Олешинське сільське поселення.

## Історія
Населений пункт розташований у межах Чорнозем'я та історичного Дикого Поля. 30 липня 1928 року у складі Орловського округу Центрально-Чорноземної області, 13 червня 1934 року після ліквідації Центрально-Чорноземної області населений пункт увійшов до складу новоствореної Курської області.
З 27 вересня 1937 року район у складі новоствореної Орловської області.
Від 2013 року входить до муніципального утворення Олешинське сільське поселення.

## Населення
| 1853 | 1866 | 1877 | 1897 | 1926  | 1979 | 2002 |
| ---- | ---- | ---- | ---- | ----- | ---- | ---- |
| 687  | ↗702 | ↗792 | ↗997 | ↗1226 | ↘265 | ↘119 |
| 2010 | 2011 |      |      |       |      |      |
| ↘61  | ↗115 |      |      |       |      |      |